# Marc Pons Pons
Marc Pons Pons (Mercadal, 21 de marzo de  1973) es un ingeniero civil, arquitecto y político español, actual secretario de Transición Ecológica Justa y Preservación de la Biodiversidad del PSOE. Ocupó diversos cargos en el Gobierno de las Islas Baleares, durante la presidencia de Francina Armengol entre 2015 y 2021, siendo portavoz del mismo hasta 2019.
Fue presidente del Consejo Insular de Menorca, en sustitución de Joana Barceló Martí. Hasta ese momento, era vicepresidente primero de la institución y titular del Departamento de Ordenación del Territorio y Vivienda. Fue sustituido en el cargo por el popular Santiago Tadeo[cita requerida] el 14 de junio de 2011 tras las elecciones autonómicas del 22 de mayo de 2011. También fue secretario general del Partido Socialista de las Islas Baleares-PSOE de Menorca.
Desde el 16 de febrero de 2021 es director de gabinete de la vicepresidenta tercera del Gobierno de España, Teresa Ribera.